# 大谷口北町
大谷口北町（おおやぐちきたちょう）は、東京都板橋区の町名。丁目の設定がない単独町名である。全域で住居表示が実施されている。

## 地理
東京都板橋区の南部に位置し、町域の北西辺を石神井川が流れる。北東辺は国道で画す。北は石神井川を隔てて対岸に東山町、北東は弥生町、東は大谷口上町、南は一部で大谷口および向原、西は小茂根に隣接する。

## 歴史
当該エリアは上板橋村の小名であった大谷口の一部であり1871年（明治4年）11月14日に浦和県（現埼玉県）から東京府に編入された。1932年時点では板橋区大谷口町の一部であった。1971年（昭和46年）に大谷口町から分かれて大谷口北町が成立、住居表示が実施された。

## 世帯数と人口
2025年（令和7年）3月1日現在（板橋区発表）の世帯数と人口は以下の通りである。
- 世帯数 : 3,525世帯
- 人口 : 6,251人

### 人口の変遷
国勢調査による人口の推移。
| 年                 | 人口  |
| ------------------ | ----- |
| 1995年（平成7年）  | 5,662 |
| 2000年（平成12年） | 5,975 |
| 2005年（平成17年） | 6,053 |
| 2010年（平成22年） | 5,830 |
| 2015年（平成27年） | 5,902 |
| 2020年（令和2年）  | 6,169 |

### 世帯数の変遷
国勢調査による世帯数の推移。
| 年                 | 世帯数 |
| ------------------ | ------ |
| 1995年（平成7年）  | 2,358  |
| 2000年（平成12年） | 2,638  |
| 2005年（平成17年） | 2,744  |
| 2010年（平成22年） | 2,799  |
| 2015年（平成27年） | 2,926  |
| 2020年（令和2年）  | 3,269  |

## 学区
区立小・中学校に通う場合、学区は以下の通りとなる（2021年8月時点）。
| 番地                     | 小学校               | 中学校                   |
| ------------------------ | -------------------- | ------------------------ |
| 1～5番 9～15番 44～48番  | 板橋区立大谷口小学校 | 板橋区立上板橋第一中学校 |
| 6～8番 16～43番 49～90番 | 板橋区立大谷口小学校 | 板橋区立上板橋第二中学校 |

## 事業所
2021年（令和3年）現在の経済センサス調査による事業所数と従業員数は以下の通りである。
- 事業所数 : 198事業所
- 従業員数 : 1,095人

### 事業者数の変遷
経済センサスによる事業所数の推移。
| 年                 | 事業者数 |
| ------------------ | -------- |
| 2016年（平成28年） | 207      |
| 2021年（令和3年）  | 198      |

### 従業員数の変遷
経済センサスによる従業員数の推移。
| 年                 | 従業員数 |
| ------------------ | -------- |
| 2016年（平成28年） | 1,048    |
| 2021年（令和3年）  | 1,095    |

## 交通

### 鉄道
町域に駅は存在しないが、以下の路線・駅が利用可能である。
- 東京地下鉄（東京メトロ）
  - 副都心線・有楽町線：千川駅（豊島区要町三丁目）・小竹向原駅（練馬区小竹町二丁目）
- 東武鉄道
  - 東武東上線：中板橋駅（弥生町および中板橋）

### バス
- 国際興業バス　
  - 下頭橋：光02　池袋駅東口行き・光が丘駅行き、池55　池袋駅東口行き・小茂根五丁目行き
- 板橋区ではコミュニティバスの構想があり、大谷口北町も検討地域に含まれているが、未だ板橋区議会で議論中であり、運行開始の目途は立っていない。

### 道路・橋梁
道路
- 国道
  - 国道254号（川越街道）

橋梁
- 耕整橋
- 学校橋
- 山崎橋

## 施設
教育
- 区立小学校
  - 板橋区立大谷口小学校
- 私立幼稚園
  - かごめ幼稚園

商業施設・商店街
- オーケー大谷口店
- えびす通り（えびす通り商店会）
- パステル宮の下（宮の下商栄会）
- 大谷口北町商店会
- ファミリーマート大谷口北町店
- スリーエフ板橋大谷口北町店

入浴施設
かつて政の湯、宮の下湯があったが何れも現在では廃業しているため、東新町一丁目の富の湯または大谷口上町の第二富士の湯の何れかを利用する必要がある。

## その他

### 日本郵便
- 郵便番号 : 173-0031[3]（集配局 : 板橋郵便局[15]）。